# Strašice (Strakonicei járás)
Strašice falu és önkormányzat (obec) Csehország Dél-csehországi kerületének Strakonicei járásában. Területe 8,13 km², lakosainak száma 182 (2008. 12. 31). A falu Strakonicétől mintegy 14 km-re délnyugatra, České Budějovicétől 60 km-re északnyugatra, és Prágától 110 km-re délnyugatra fekszik.
A település első írásos említése 1274-ből származik.

## Az önkormányzathoz tartozó települések
- Strašice
- Škůdra

## Népesség
A település népessége az elmúlt években az alábbi módon változott:
| Lakosok száma | 621  | 632  | 615  | 377  | 246  | 201  | 184  | 190  | 175  | 174  |
|               | 1869 | 1890 | 1921 | 1950 | 1980 | 2001 | 2017 | 2019 | 2022 | 2024 |